# Мігель Каяра
Мігель Каяра (фр. Miguel Kayara, нар. 11 серпня 1986) — французький футболіст, півзахисник клубу «Єнген Спорт».
Клубний чемпіон Океанії. 

## Клубна кар'єра
У дорослому футболі дебютував 2008 року виступами за команду клубу «Єнген Спорт», кольори якої захищає й донині.

## Виступи за збірну
1 червня 2012 року дебютував у складі національної збірної Нової Каледонії в переможному (5:2) виїзному поєдинку проти Вануату. У складі збірної з 2012 по 2013 рік зіграв 7 матчів.
У складі збірної був учасником кубка націй ОФК 2012 року на Соломонових Островах, де разом з командою здобув «срібло».

## Досягнення
«Єнген Спорт»
- Клубний чемпіонат Океанії
  -  Чемпіон (1): 2019